# SN 1937D
SN 1937D è una supernova di tipo Ia scoperta il 18 settembre 1937 da Fritz Zwicky nella galassia NGC 1003, situata prospetticamente nella costellazione di Perseo. La magnitudine apparente era di +12,90.